# J. F. Powers
Pour les articles homonymes, voir Powers.
Compléments
Académie américaine des arts et des sciences, Académie américaine des arts et des lettres
James Farl Powers, né le 8 août 1917 à Jacksonville dans l’Illinois et mort le 12 juin 1999  à Collegeville dans le Minnesota, est un écrivain et nouvelliste américain. De religion catholique, il a souvent puisé son inspiration dans l'évolution de l'église catholique.

## Biographie
Il commence par l'écriture de nouvelles et publié son premier recueil en 1947 intitulé Prince of Darkness and Other Stories. Il obtient un O. Henry Award avec la nouvelle The Valiant Woman incluse dans le recueil. Powers publie ensuite plusieurs nouvelles et recueils puis signe un premier roman en 1963, Morte d’Urban (La Mort d’Urban), qui est lauréat du National Book Award.

## Published works
- Prince of Darkness and Other Stories, 1947
- Cross Country, St. Paul, Home of the Saints, 1949
- The Presence of Grace, 1956
- Morte d'Urban, roman, 1962
- Lions, Harts, Leaping Does, and Other Stories, 1963
- Look How the Fish Live, 1975
- Wheat that Springeth Green (en), roman, 1988
- The Old Bird, A Love Story, 1991
- The Stories of J. F. Powers, 1999
- Suitable Accommodations: An Autobiographical Story of Family Life: The Letters of J. F. Powers, 1942-1963 (edited by Katherine A. Powers), 2013

## Œuvres traduites en français
- Pastorales [The Presence of Grace], nouvelles, trad. de Paul-André Lesort, Paris, Éditions du Seuil, 1959, 239 p. (BNF 33142338)
- La Mort d'Urban, roman, trad. de Morte d'Urban par Denise Van Moppès, Paris, Éditions du Seuil, 1963, 287p. (BNF 33142337)